# Гефтман, Александр Фёдорович
Гефтман Александр Федорович фон (1859, 6 июля — после 1917) — русский государственный деятель, педагог, попечитель  Западно-Сибирского учебного округа. Действительный статский советник.

## Биография
Родился в 1859 году. Происходил из потомственных дворян Лифляндской губернии. Среднее образование получил в первой гимназии (золотая медаль), окончил физико-математический факультет Императорского Санкт-Петербургского университета (1884). Преподаватель математических наук (математики, физики, космографии) в гимназиях и лицеях Петербурга. Преподаватель математики и физики в столичных Александровском лицее, гимназии Видемана, императорском училище правоведения и 1-й Санкт-Петербургской гимназии. Директор Гатчинского реального училища (1898—1901), директор Санкт-Петербургского 3-го реального училища (с 1901 г.) (сейчас гимназия № 155). Как педагог, он твердо придерживался принципа: «С образованием юношества должно соединяться воспитание его в духе веры, преданности престолу и отечеству, уважения к старшим, а также забота о том, чтобы с умственным и физическим развитием молодежи приучать её с ранних лет к порядку и дисциплине». Помощник попечителя Санкт-Петербургского учебного округа (1912—1913). Попечитель Западно-Сибирского учебного округа (20.10.1914-10.10.1915), член состоящего при С.Е.И.В. Канцелярии по учреждениям имп. Марии Учебного комитета. Судьба после 1915 года не установлена. Написал «Руководство по аналитической геометрии с собранием задач для учеников».
Дата его кончины неизвестна.